# Club Atlético Fénix
Se procura o clube uruguaio, leia Centro Atlético Fénix.
O Clube Atlético Fénix é um clube de futebol argentino, fundado em 26 de abril de 1948.
Atualmente joga na Primera B Metropolitana.

## Uniforme
| Período       | Patrocinador             |
| ------------- | ------------------------ |
| 1980-1994     | Nenhum                   |
| 1994-1998     | Eki                      |
| 1998-2004     | El Diario de Pilar       |
| 2004-2014     | Bingo Oasis Pilar        |
| 2014-2015     | Nenhum                   |
| 2015-2016     | Muratore/Pagodiario      |
| 2016-2017     | Urbanotec/Pagodiario/GMK |
| 2017-Presente | Cobermed/Pagodiario      |

| Período       | Provedor          |
| ------------- | ----------------- |
| 1980-1989     | Texport           |
| 1989-1992     | D-Tap             |
| 1993-1995     | Uhlsport          |
| 1995-1997     | Penalty           |
| 1998-2000     | Adidas            |
| 2000-2002     | Adhoc             |
| 2002-2004     | Dana              |
| 2004-2005     | Dom Bola          |
| 2005          | Signia            |
| 2006          | Dana              |
| 2006-2010     | Dom Bola          |
| 2010-2013     | Dana              |
| 2014          | Il Ossso Sports   |
| 2014-2015     | Halley Sportswear |
| 2015-Presente | Joma              |

## Dados do clube
- Temporadas na Primera División: 0
- Temporadas na Primera B Nacional: 0
- Temporadas na Primera B Metropolitana: 6  (2013/14-Presente)
- Temporadas na Primera C: 22 (1964-1978, 2005/06-2010/11 e 2012/13)
- Temporadas na Primera D: 30 (1960-1963, 1979-1991/92, 1993/94-1996/97, 1998/99-2004/05 e 2011/12)
- Temporadas desafiliado: 2 (1992/93 e 1997/98)

## Troféus

### Torneios nacionais
- Quarta Divisão da Argentina (3):

- Primera D: 2000 (Não foi promovido)
- Primera D: 2004/05
- Primera D: 2011/12

### Outras conquistas
- Promovido a Primera C em 1963
- Promovido a Primera B Metropolitana pelo Torneio Reducido:  2012/13

### Maiores goleadas
- Primera B: 5-1 no UAI Urquiza (2016).
- Primera C: 5-0 no Villa San Carlos (1977) e Cañuelas (2006).
- Primera D: 10-2 no Desportivo Muñiz (1960).